# Meroka
Il CIWS Meroka è un modello di apparato d'artiglieria da difesa ravvicinata che venne sviluppato negli anni ottanta in Spagna.

## Caratteristiche tecniche
La difesa militare spagnola ha sviluppato negli anni tecnologie d'avanguardia e grazie alla flotta di rilevanti dimensioni che ha costruito ha ritenuto di potersi dotare, per la prima volta, di un sistema d'arma navale di tipo nazionale, nonostante il costo che questi normalmente hanno. La ditta che lo ha progettato è la Bazan, già responsabile della costruzione di numerose navi della flotta nei suoi cantieri, attualmente confluita nella Navantia.
Si è cominciato con un sistema di tipo assai semplice, una torretta di artiglieria dotata di un volume di fuoco enormemente elevato, collegato ad una direzione del tiro sofisticata.
Questa fondamentale caratteristica per assicurare la rapidità di scoperta e reazione è affidata ad un radar RAN-12/L che passa le informazioni ad un radar Doppler monoimpulso modello Lockheed PVS-2 Sharpshooter (tiratore scelto) in banda I/J sistemato sull'impianto stesso, dotato di una portata pratica di 5 km, con un apparato coassiale di inseguimento televisivo diurno notturno, con telecamera a basso livello di luce e termica.
Questo apparato è controllato da una consolle PDS-10 con un elaboratore digitale. La consolle con operatore umano interviente solo quando il radar non funziona per qualche motivo o vi è la necessità di sparare contro bersagli in mare.
La vera caratteristica del sistema è lo straordinario volume di fuoco della batteria di cannoni, con ben 12 cannoni da 20 mm Oerlikon KAA. Essi hanno una cadenza di fuoco complessivo di ben 9000/minuto, 3 volte quello del Phalanx originale e circa doppio rispetto ai modelli migliorati. Le canne sono leggermente inclinate tra di loro per cercare di aumentare il volume di spazio saturabile dalla raffica.
Esistono tuttavia anche delle controindicazioni. La maggiore è che vi sono solo 720 colpi pronti al tiro, appena sufficienti per 5 secondi di fuoco. Altrettante munizioni sono presenti in 3 contenitori esterni ma connessi all'impianto stesso. Una delle stranezze è anche che se adottate le mitragliere Rheinmetall Rh-202 (già usate in Spagna) o altri tipi similari, da 1000 colpi/minuto, sarebbero bastati 6-8 cannoni. I cannoni M39 aeronautici, anche questi ben conosciuti in Spagna in quanto sistemate anche sui caccia F-5, sono capaci (pur essendo sempre monocanna), di 1500 colpi/minuto e avrebbero consentito, con 4-6 esemplari, di ottenere lo stesso effetto che con 12 Hispano-Suiza di vecchio modello.
Infine la presenza, come sul Kasthan o il Myriad di 2 armi gatling M61 con 3.000-4.500 colpi/ minuto (teoricamente anche 6.000, nelle installazioni aeronautiche) avrebbe potuto pure portare ad un design meno complesso.
In ogni caso, l'autonomia di fuoco (il Phalanx ha oltre 1.000 colpi, sufficienti per sparare senza ricarica per 20 secondi) è troppo ridotta, cosa che necessita della massima precisione al momento del tiro, senza tiri di correzione.
Il concetto è quindi più simile a quello di un fucile a pallettoni, con un degrado di prestazioni se vi è la necessità di sparare a media distanza. Il peso è invero ridotto, 4.500 kg ovvero i 3 quarti di un Phalanx CIWS, quindi ha un rapporto massa-potenza di fuoco 4 volte maggiore. Nell'insieme un apparato semplice, costruito con i mezzi e le tecnologie per lo più già disponibili, e presumibilmente efficace, anche se mai sperimentato in guerre reali.
In ogni caso il sistema è stato giudicato valido e adottato con almeno 20 esemplari in Spagna, con 4 per la portaerei Principe de Asturias, e 11 su altrettante fregate. La stima della sua efficacia comprende un'apertura del fuoco a 1.600 m per ottenere la distruzione del missile a 500 m circa. Le probabilità di distruggere il bersaglio è dell'87%, ovvero 7 ingaggi su 8, con una singola raffica.
Dopo che il modello iniziale è apparso, vi sono stati degli aggiornamenti, come un sistema infrarosso di inseguimento del bersaglio di tipo israeliano sistemato sopra l'impianto come aggiunta.
Un modello evoluto è il Model 2B con un processore elettronico del controllo del tiro e un sistema ad immagine termica INDRA. Nessun sistema Meroka è stato esportato in altri paesi.

## Utilizzatori
Spagna